# Кубічний корінь

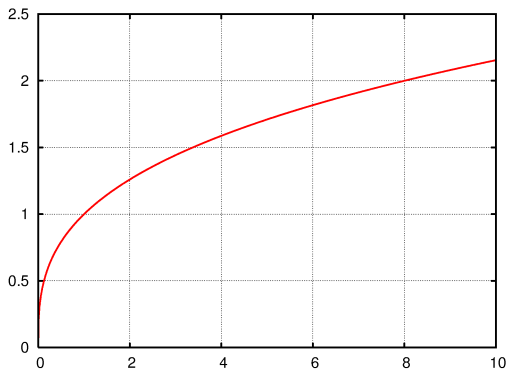
Графік функції y =

Кубі́чний ко́рінь — ко́рінь з a, що є розв'язком рівняння {\displaystyle x^{3}=a} (зазвичай йдеться про дійсні значення). Операція добування кубічного кореня еквівалентна до операції піднесення числа до степеня {\displaystyle {\frac {1}{3}}}.

## Властивості
Кубічний корінь — непарна функція. На відміну від квадратного кореня, кубічний може бути добуто і з від'ємних чисел:
{\displaystyle {\sqrt[{3}]{-x}}=-{\sqrt[{3}]{x}}}
Кубічний корінь з комплексного числа {\displaystyle c} має три значення:
{\displaystyle {\sqrt[{3}]{c}}={\sqrt[{3}]{\left|c\right|}}\left(\cos {\frac {\phi +2k\pi }{3}}+i\sin {\frac {\phi +2k\pi }{3}}\right),\quad k=0,1,2,\quad \phi =\arg {c}.}
Тут під {\displaystyle {\sqrt[{3}]{\left|c\right|}}} йдеться про корінь з додатного числа {\displaystyle \left|c\right|.}
А саме
{\displaystyle {\sqrt[{3}]{1}}={\begin{cases}1\\\cos {\frac {2\pi }{3}}+i\sin {\frac {2\pi }{3}}=-{\frac {1}{2}}+i{\frac {\sqrt {3}}{2}}\\\cos {\frac {2\pi }{3}}-i\sin {\frac {2\pi }{3}}=-{\frac {1}{2}}-i{\frac {\sqrt {3}}{2}}\end{cases}}}
{\displaystyle {\sqrt[{3}]{-1}}={\begin{cases}-1\\\cos {\frac {\pi }{3}}+i\sin {\frac {\pi }{3}}={\frac {1}{2}}+i{\frac {\sqrt {3}}{2}}\\\cos {\frac {\pi }{3}}-i\sin {\frac {\pi }{3}}={\frac {1}{2}}-i{\frac {\sqrt {3}}{2}}\end{cases}}}
Два комплексних значення кубічного кореня отримуються з дійсних значень за формулою:
{\displaystyle {\sqrt[{3}]{x}}_{2,3}={\sqrt[{3}]{x}}\left(-{\frac {1}{2}}\pm i{\frac {\sqrt {3}}{2}}\right).}
Ці значення необхідно знати для вирішення кубічних рівнянь за формулою Кардано.

## Цікаві факти
Кубічний корінь не може бути добутий шляхом побудови за допомогою циркуля і лінійки. Саме тому не мають розв'язку класичні задачі, що зводяться до добування кубічного кореня: подвоєння куба, трисекція кута, а також побудова правильного семикутника.
При сталій густині речовини розміри двох подібних тіл відносяться один до одного як кубічні корені їх мас. Так, якщо один кавун важить вдвічі більше, ніж інший, то його діаметр буде всього лише трохи більшим, ніж на чверть (на 26%), ніж у першого кавуна, і на око буде здаватися, що різниця у вазі не настільки істотна. Тому за відсутності ваг зазвичай вигідніше купувати більший плід.